# 手変わり
硬貨における手変わり（てがわり）とは、図案が（ほぼ）同じもので硬貨の何かしらが異なるものをいう。例として重さ、径、厚み、図案などが挙げられる。連年発行されている通常貨に刻印される年銘は当然ながら毎年変わるが、基本一回しか発行しない記念硬貨については年銘が異なるものが存在するときも手変わりに分類する。手変わりは公式な機関が公表するものではなく、コレクターや民間企業などが大量の硬貨を見て発見するものがほとんどである。

## 原因
手変わりが起きる理由としては、材料費の高騰・造幣局の圧印の取り替えの際に誤って細かい図案にミス・不明など様々である。

## 近年の例
10円青銅貨昭和27年銘（雌と雄）
本来の平等院鳳凰堂に乗っている鳳凰は雄なので、尾が下がっているべきだが、昭和26年に通称ギザ10の製造が始まった当初は、尾が上がっている雌の鳥が描かれていた。10円玉の流通が増えた翌27年、早々に沢山のクレームが入り急遽図柄を修正した。したがって、昭和26年銘と27年銘の一部は尾が上がっている雌で、27年銘の一部とそれ以降現在に至るまでは尾が下がっている雄が描かれている。27年銘の参考比率は雌:雄＝1:2。
10円青銅貨昭和61年銘（前期と後期）
テレビ番組などで取り上げられる事が特に多い手変わり。
前期と後期の判別はルーペなどを用いて右の図を参照。参考比率は前期:後期＝200:1。後期型が希少なため高値で取引される事が一般的。
地方自治法施行60周年記念貨幣の岩手県の千円銀貨（平成23年と24年銘）
平成23年に岩手県の千円銀貨が10万枚発行されて、翌24年にも追加発行分として平成24年銘が1万枚が発行された。
よって、平成23年:平成24年＝10:1となりオークションや専門店では24年銘が高額で取引されている。
2020年東京オリンピック・パラリンピック競技大会記念貨幣の一部（平成30年と令和元年と2年銘）
前年までに発行された硬貨を総括した、令和2年銘のプルーフ貨幣セットが造幣局より1000セット発売された。そのため令和2年のプルーフ貨幣が各々に1000枚の手変わりが存在する。